# Norbert Blacha
Norbert Blacha (28. září 1959 Gliwice, Polsko – 3. února 2012 tamtéž) byl polský hráč na klávesové nástroje, hudební skladatel a pedagog. V letech 1981–1985 studoval na universitě v Katovicích. Jednou z jeho nejznámějších skladeb jsou „Modlitwa o Pokój“ a „Pater noster“.